# 大硫黄山
大硫黄山（日语：／），俄称塔塔里洛夫火山（俄语：Вулкан Татаринова），是俄羅斯的火山，位於千島群島的幌筵島，處於卡爾平斯基火山群北部，北面是千倉岳，海拔高度1,530米，最近一次火山噴發在十七世紀晚期發生。俄语名以1753年涅尔琴斯基的探险队中的米哈伊尔·塔塔里洛夫命名。